# گمینا رن
گمینا رن (به لهستانی:  Gmina Ryn) یک گمینا در لهستان است که در شهرستان گیژتسکو واقع شده‌است. گمینا رن ۲۱۱٫۲۱ کیلومتر مربع مساحت و ۵٬۹۸۶ نفر جمعیت دارد.